# Davids kulle

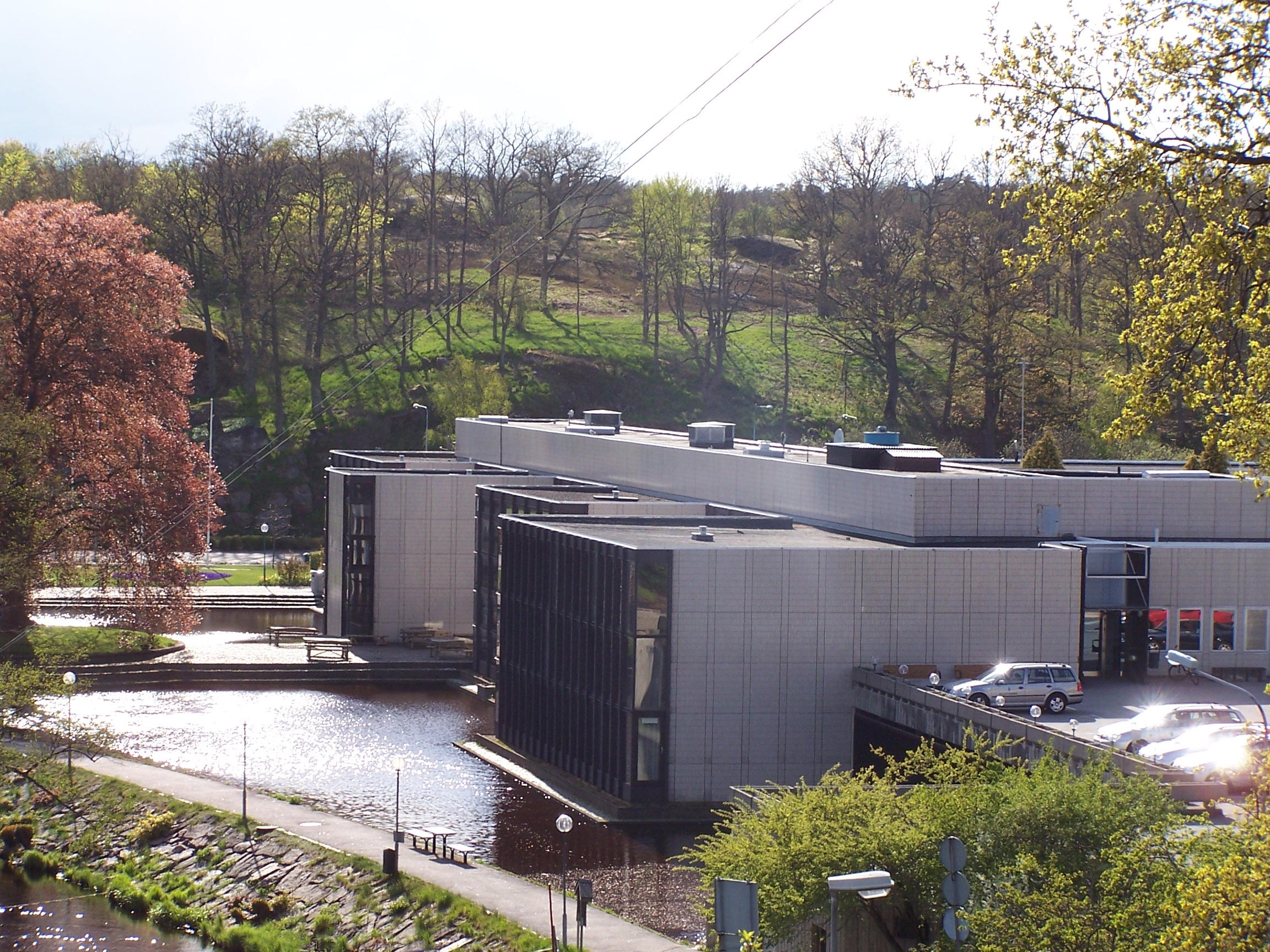
Vy med Ronneby stadshus i förgrunden och Davids kulle i bakgrunden.

Davids kulle är ett mindre grönområde och tillika ett litet berg i Ronneby direkt väster om stadens centrum och Ronneby stadshus. Grönområdet kantas på den västra sidan av villabebyggelse från tidigt 1900-tal fram till 1960-talet och på dess södra sida löper Blekinge kustbana. På den norra sidan kantas grönområdet av ett handelsområde och på dess östra sida ligger förutom stadshuset också Ronnebyån. Grönområdet är mycket brant vilket innebär att promenadvägar, sittplatser och utsiktspunkter framförallt ligger runt kullens fot. Davids kulle brukar även kallas för David's Hill efter ett hotell med samma namn vars huvudbyggnad har en framträdande placering i den lokala stadsmiljön.